# Resolutie 1031 Veiligheidsraad Verenigde Naties
Resolutie 1031 van de Veiligheidsraad van de Verenigde Naties werd unaniem aangenomen op 15 december 1995. Middels deze resolutie stond men de oprichting toe van de NAVO-operatie IFOR in Bosnië en Herzegovina toe, ter vervanging van de UNPROFOR-vredesmacht.

## Achtergrond
In 1980 overleed de Joegoslavische leider Tito, die decennialang de bindende kracht was geweest tussen de zes deelstaten van het land. Na zijn dood kende het nationalisme een sterke opmars, en in 1991 verklaarden verschillende deelstaten zich onafhankelijk. Zo ook Bosnië en Herzegovina, waar in 1992 een burgeroorlog ontstond tussen de Bosniakken, Kroaten en Serviërs. Deze oorlog, waarbij etnische zuiveringen plaatsvonden, ging door tot in 1995 vrede werd gesloten.

## Inhoud

### Waarnemingen
De Veiligheidsraad wilde nog steeds dat het conflict in ex-Joegoslavië onderhandeld werd opgelost. Op 14 december was in Parijs een vredesakkoord voor Bosnië en Herzegovina getekend. Ook werd de uitkomst van de vredesconferentie in Londen verwelkomd, en dan vooral de beslissing om de Vredesuitvoeringsraad op te richten.

### Handelingen

#### I
De Veiligheidsraad was van plan de uitvoering van het vredesakkoord op te volgen. De vooruitgang die was gemaakt bij de wederzijdse erkenning van de opvolgerstaten in ex-Joegoslavië werd verwelkomt. Die landen moesten ook voldoen aan het internationaal humanitair recht en meewerken met het Joegoslavië-tribunaal. Zoals gevraagd in het vredesakkoord ging de OVSE een verkiezingsprogramma beginnen in Bosnië en Herzegovina. De Raad verwelkomde ook de toezegging van alle partijen om alle vluchtelingen het recht op vrije terugkeer te verlenen. Er moesten omstandigheden worden gecreëerd voor de heropbouw en ontwikkeling van Bosnië en Herzegovina. Ook een akkoord over maatregelen voor stabiliteit en wapencontrole werd verwelkomd.

#### II
De lidstaten waren bereid een multinationale macht (IFOR) op te richten ter ondersteuning van het vredesakkoord. De partijen vroegen die voor een periode van één jaar. De Veiligheidsraad gaf de lidstaten daarvoor de toestemming. IFOR kreeg ook de controle over het luchtruim van Bosnië en Herzegovina. Nadat de autoriteit van UNPROFOR op IFOR was overgedragen werden ook bepaalde maatregelen uit vorige resoluties, over onder meer de beschermde zones, beëindigd. De deelnemende lidstaten werden gevraagd elke maand te rapporteren. De Veiligheidsraad was verder akkoord met de aanstelling van Carl Bildt als Hoge Vertegenwoordiger om de uitvoering van het vredesakkoord waar te nemen.

#### III
Het mandaat van UNPROFOR zou eindigen van zodra diens autoriteit op IFOR was overgedragen. Secretaris-Generaal Boutros Boutros-Ghalis regelingen voor de terugtrekking van UNPROFOR werden goedgekeurd, en hem werd ook gevraagd te rapporteren wanneer die terugtrekking was voltooid.

#### IV
Tot slot erkende de Veiligheidsraad het unieke, uitzonderlijke en complexe karakter van de situatie in Bosnië en Herzegovina, wat om een uitzonderlijke reactie noopte.

## Verwante resoluties
- Resolutie 1026 Veiligheidsraad Verenigde Naties
- Resolutie 1027 Veiligheidsraad Verenigde Naties
- Resolutie 1034 Veiligheidsraad Verenigde Naties
- Resolutie 1035 Veiligheidsraad Verenigde Naties

Lijst ·  970 ·  971 ·  972 ·  973 ·  974 ·  975 ·  976 ·  977 ·  978 ·  979 ·  980 ·  981 ·  982 ·  983 ·  984 ·  985 ·  986 ·  987 ·  988 ·  989 ·  990 ·  991 ·  992 ·  993 ·  994 ·  995 ·  996 ·  997 ·  998 ·  999 ·  1000 ·  1001 ·  1002 ·  1003 ·  1004 ·  1005 ·  1006 ·  1007 ·  1008 ·  1009 ·  1010 ·  1011 ·  1012 ·  1013 ·  1014 ·  1015 ·  1016 ·  1017 ·  1018 ·  1019 ·  1020 ·  1021 ·  1022 ·  1023 ·  1024 ·  1025 ·  1026 ·  1027 ·  1028 ·  1029 ·  1030 ·  1031 ·  1032 ·  1033 ·  1034 ·  1035